# Place de la Révolution-Française
Pour les articles homonymes, voir Place de la Révolution.
La place de la Révolution Française (en occitan : plaça de la Revolucion Francesa) est une place de la commune de Blagnac, en France.

## Situation et accès
La place de la Révolution Française forme un rectangle d'environ 90 m de long sur 80 m de large, soit une superficie d'environ 7 200 m2. La chaussée forme quant à elle un carrefour giratoire.
La place dispose de 4 sorties :
- Vers le nord : Avenue Léonard-de-Vinci
- Vers l'ouest : Accès à la Voie Lactée (route métropolitaine 902) dans le sens sud-nord
- Vers le sud : Avenue de Cornebarrieu (route métropolitaine 1)
- Vers l'est : Avenue du Général-de-Gaulle

## Origine du nom
Le nom de la place fait référence à la Révolution française, la place ayant été construite à l'occasion de son bicentenaire.

## Historique
La place a été créée en 1989, en partie par-dessus l'ancienne chaussée de la départementale 1. Les premières constructions ont elles été créées au moins 10 ans après la création de la place. Les dernières constructions quant à elles datent de 2005, et ont terminé d'entourer complètement la place par des bâtiments.

## Bâtiments remarquables et lieux de mémoire
- Pyramide du bicentenaire de la Révolution française (1989, par l’architecte J. P. Dubourg, le paysagiste R. Witteronghel, et M. Eychenne de la société Bet Bati)